# Liste des concept cars Peugeot
Liste des concept-cars Peugeot du Groupe PSA,.

## Historique
Après avoir construit quelques prototypes, et à la suite d'une longue collaboration historique depuis 1951 du centre de design Peugeot avec le designer italien Pininfarina, le constructeur, présente en 1984 sa Peugeot Quasar au mondial de l'automobile de Paris, son premier véritable concept-car historique, à titre de vitrine de technologique et de design de la marque. Une importante série de concept-cars lui succèdent régulièrement depuis. 
En 2000 le constructeur automobile lance son « concours international de design sur Internet » au Mondial de l'automobile de Paris, et expose pour cette occasion sur son stand, quatre concept-cars « Peugeot City Toyz » au design futuriste, créés par les stylistes du Centre Style Peugeot du chef designer Gérard Welter, sur les thèmes de « l'an 2000 » et de la « mobilité urbaine ». La Peugeot Moonster du jeune designer yougoslave Marko Lukovic remporte ce premier concours, suivi de nombreux autres lauréats depuis...  

### Avant 1980
| - 1936 : Peugeot 402 N4X | - 1972 : Peugeot Taxi H4 | - 1976 : Peugeot Peugette | - 1975 : Peugeot 104 concept |

### Années 1980
| - 1980 : Peugeot Vera | - 1984 : Peugeot Quasar | - 1986 : Peugeot Proxima | - 1988 : Peugeot Oxia |

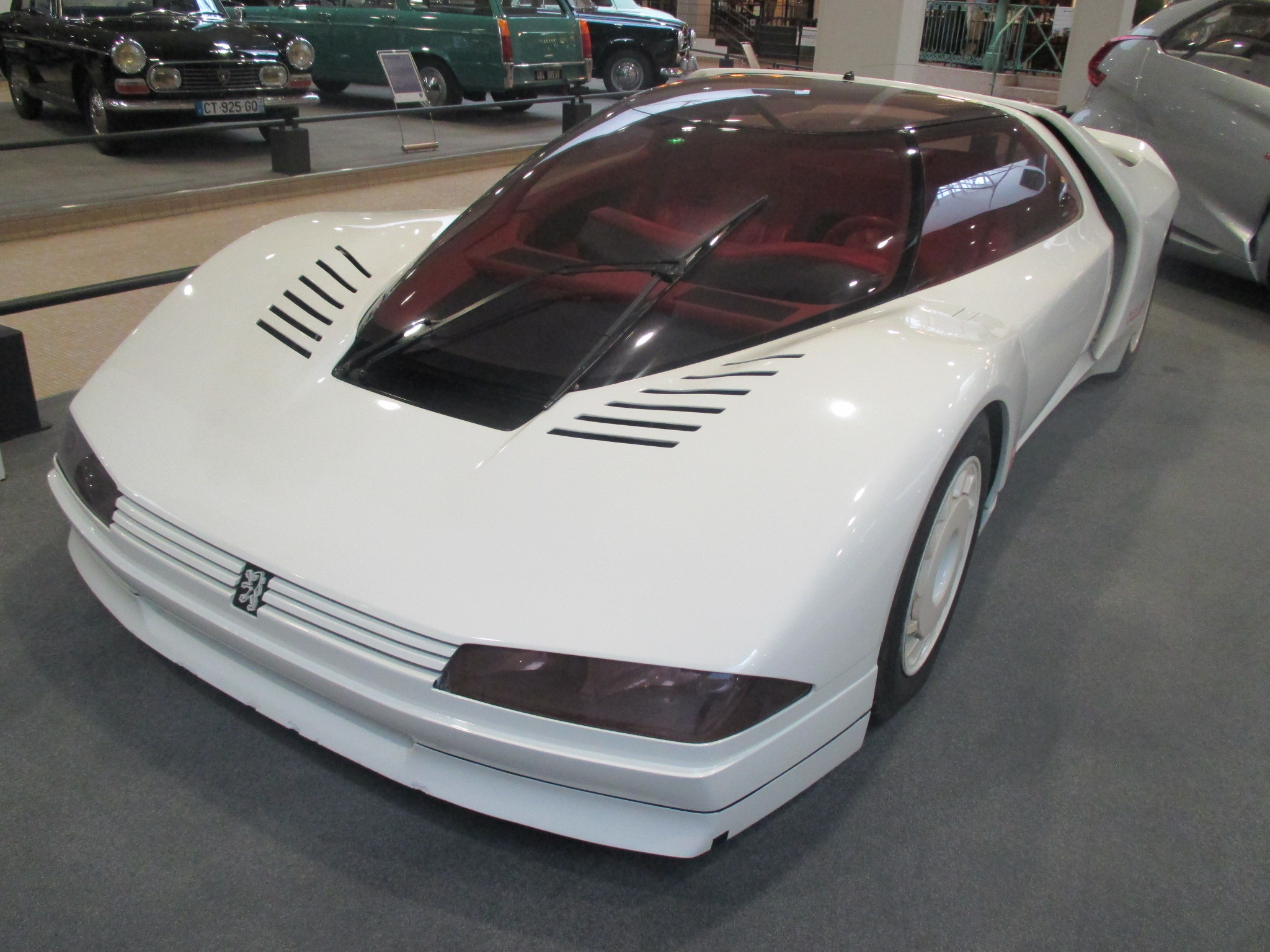
Peugeot Quasar 1984.
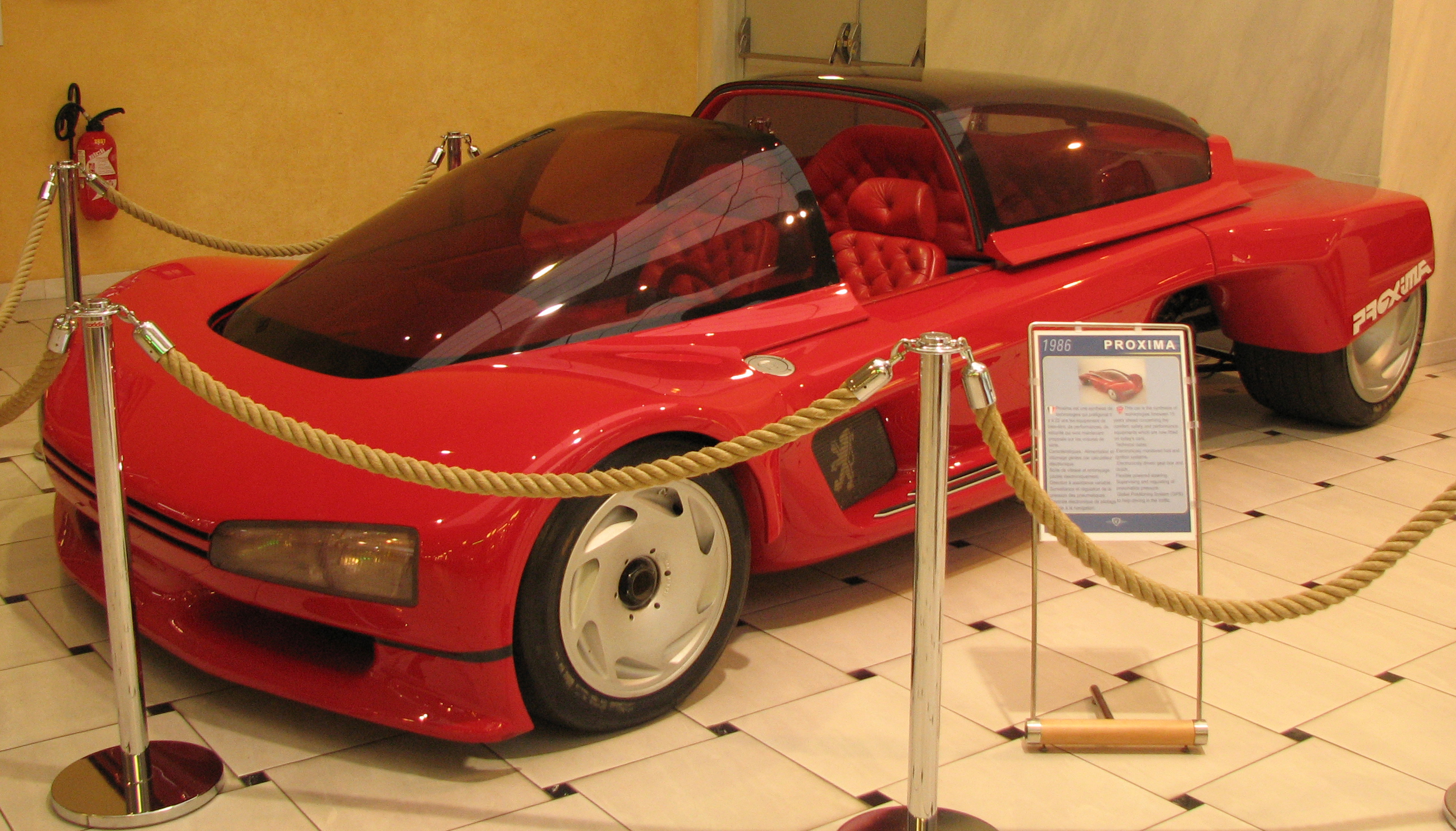
Peugeot Proxima 1986.
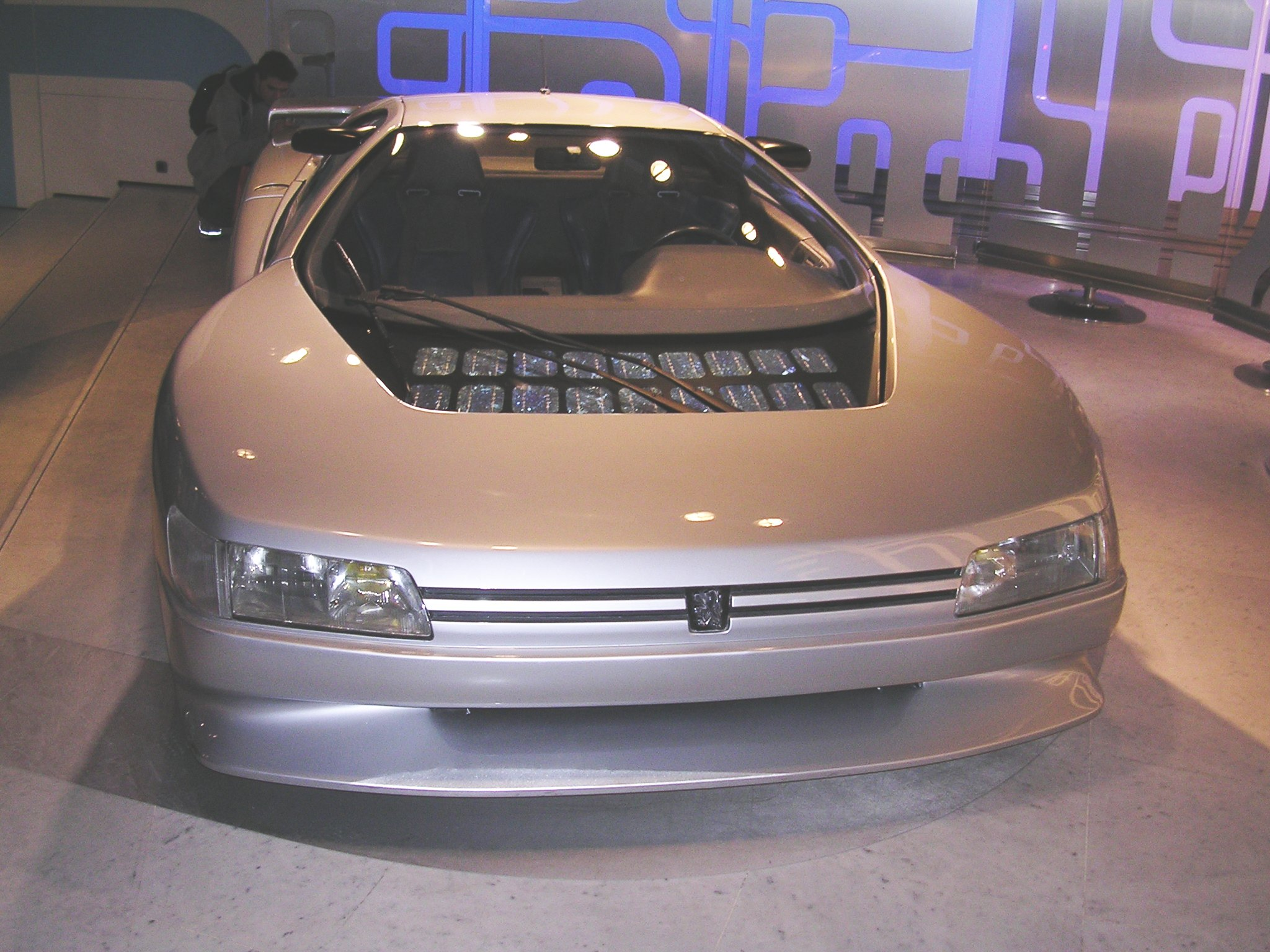
Peugeot Oxia 1988.

### Années 1990
| - 1994 : Peugeot iOn - 1995 : Peugeot Tulip - 1996 : Peugeot Touareg - 1996 : Peugeot Asphalte | - 1996 : Peugeot 406 Toscana - 1997 : Peugeot 806 Runabout - 1997 : Peugeot Nautilus - 1998 : Peugeot 20Coeur | - 1998 : Peugeot 206 Escapade - 1998 : Peugeot Crisalys Sbarro - 1999 : Peugeot 306 HDI Break de Chasse |

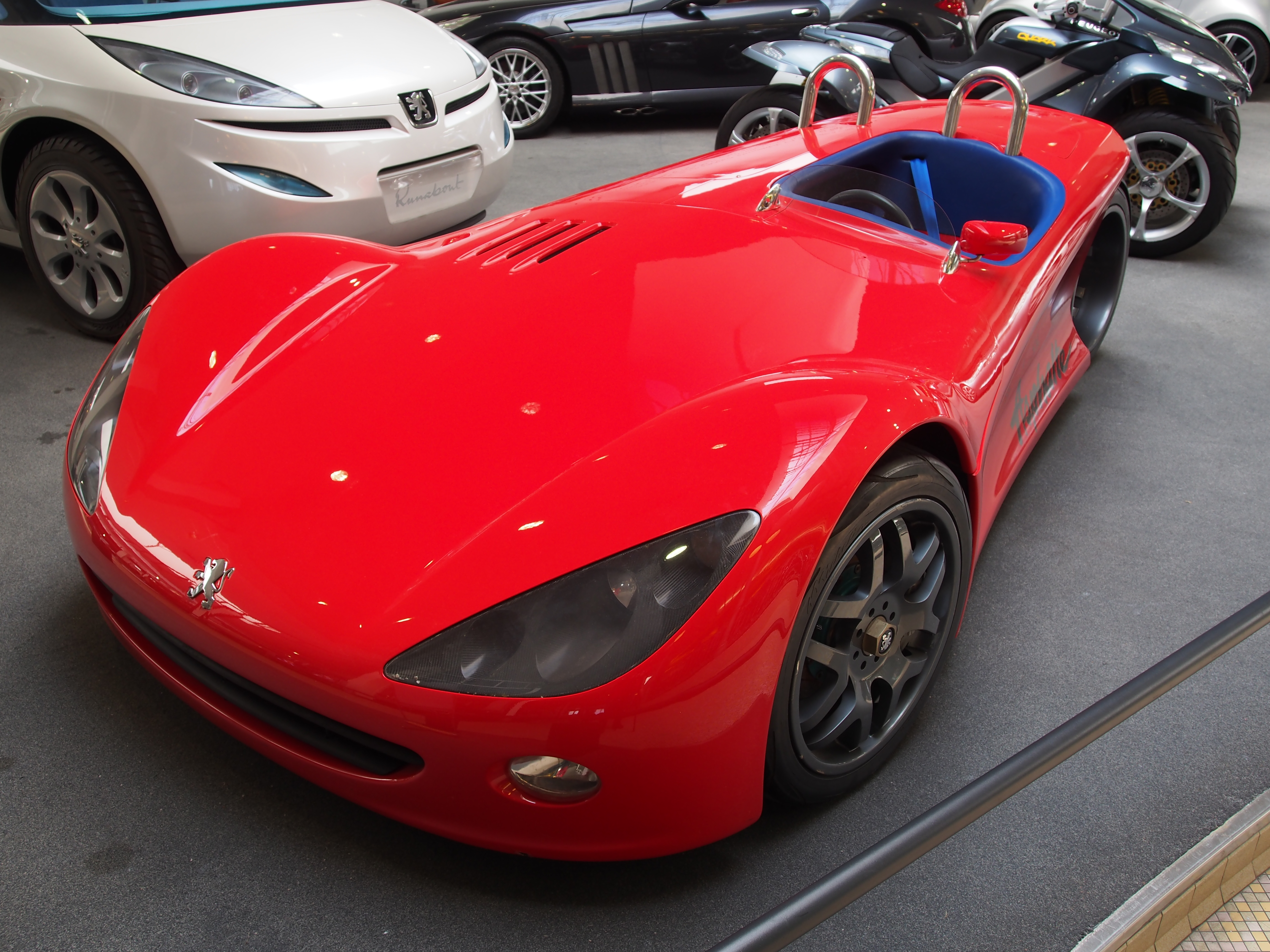
Peugeot Asphalte 1996
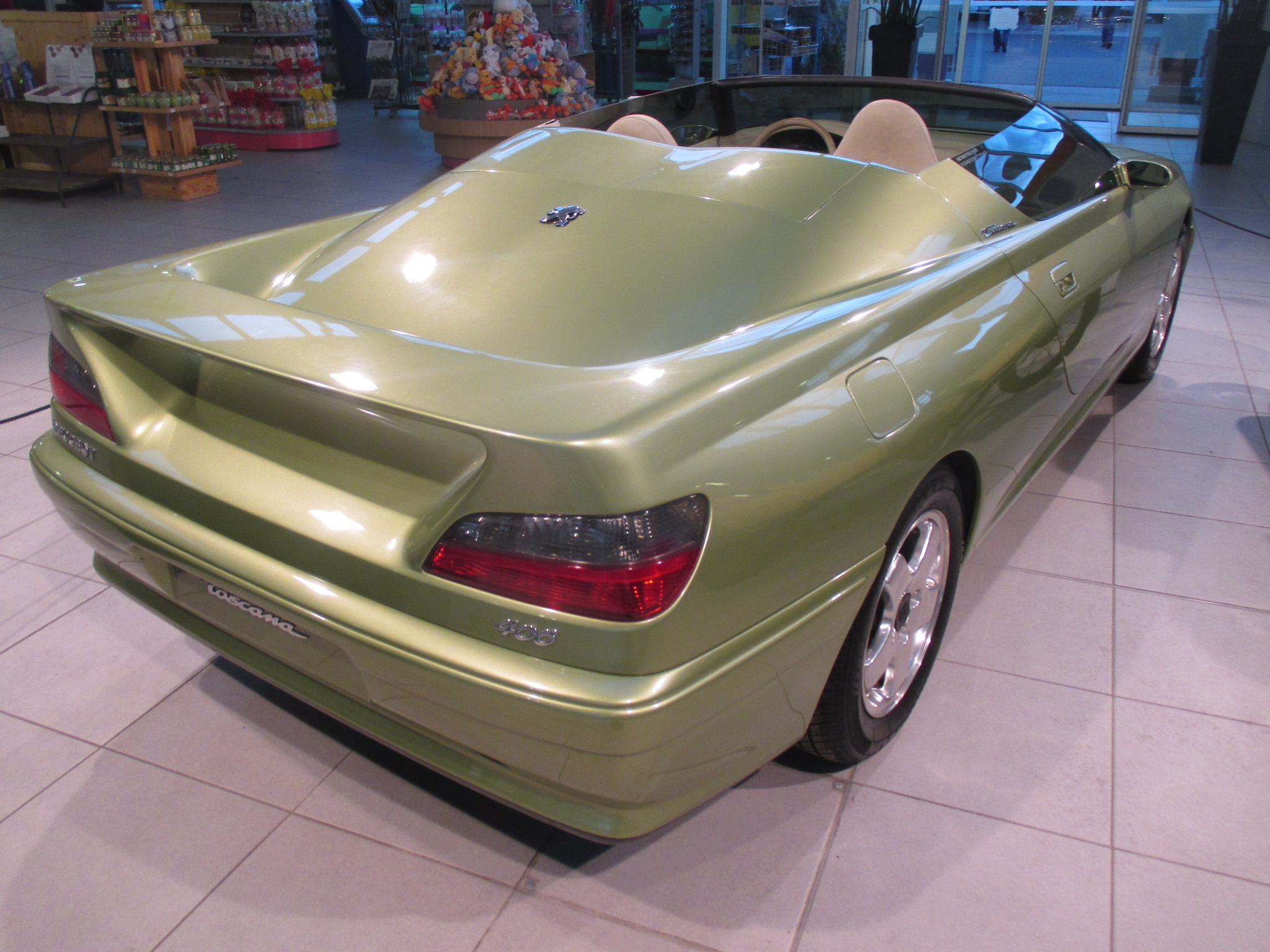
Peugeot 406 Toscana 1996
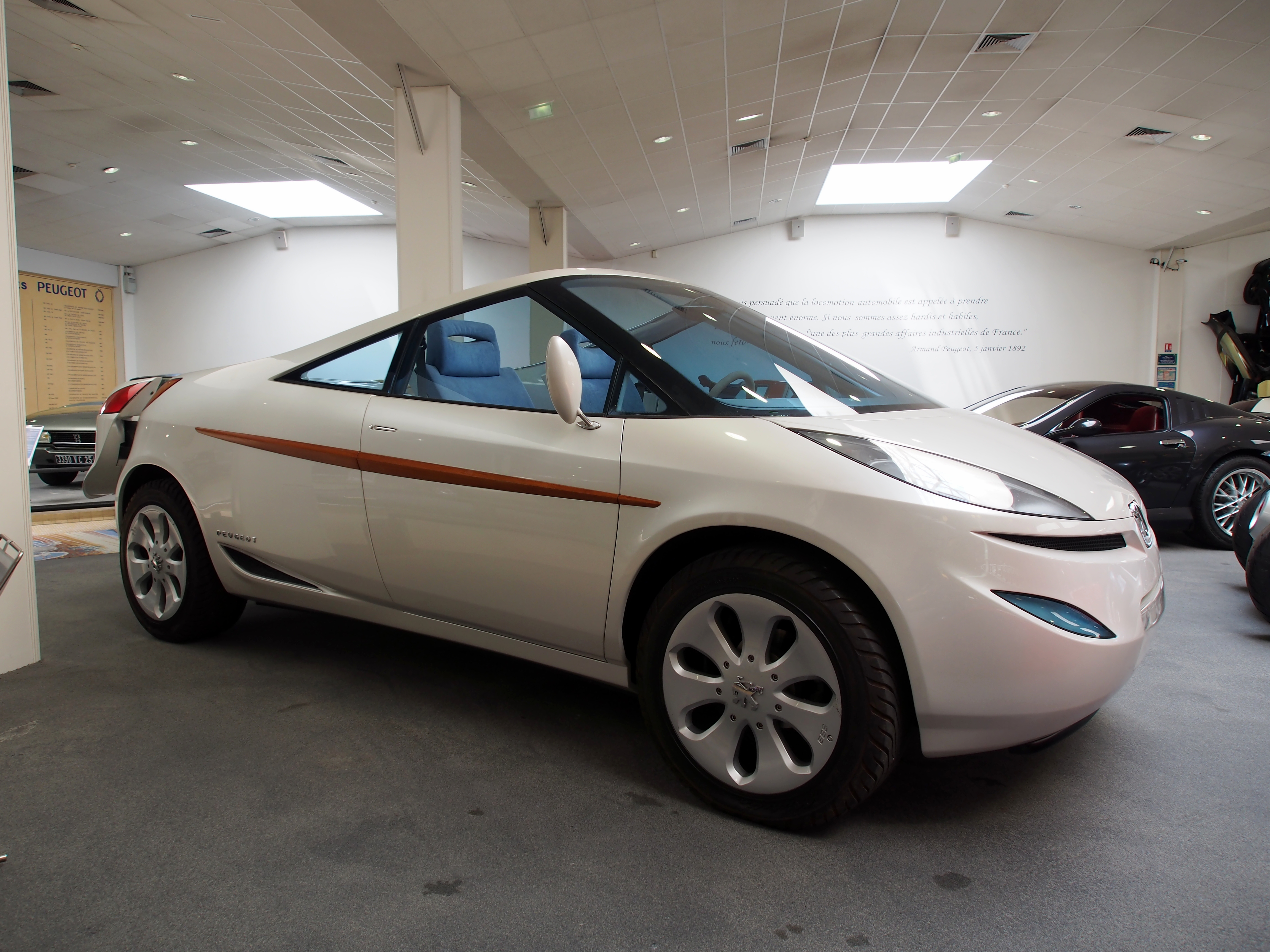
Peugeot 806 Runabout 1997

### Années 2000
| - 2000 : Peugeot 607 Féline - 2000 : Peugeot 607 Paladine - 2000 : Peugeot City Toyz - 2000 : Peugeot Prométhée - 2001 : Peugeot 307 Caméléo - 2001 : Peugeot 206 SW - 2001 : Peugeot 307 SW - 2001 : Peugeot Taxi PAC - 2001 : Peugeot 206 CC Ciel Bleu - 2001 : Peugeot Moonster - 2002 : Peugeot RC - 2002 : Peugeot Sésame | - 2002 : Peugeot 607 Pescarolo - 2002 : Peugeot 3Coeur7 - 2002 : Peugeot H2O - 2002 : Peugeot Buggy Hoggar - 2002 : Peugeot 807 GT - 2003 : Peugeot 407 Elixir - 2003 : Peugeot 4002 - 2003 : Peugeot 407 Silhouette - 2003 : Peugeot 1007 RC - 2004 : Peugeot Quark - 2004 : Peugeot 907 - 2004 : Peugeot 407 Prologue | - 2005 : Peugeot Moovie - 2005 : Peugeot 20Cup - 2005 : Peugeot 207 RCup - 2006 : Peugeot 307 CC HybrideHDI - 2006 : Peugeot 908 RC - 2006 : Peugeot 207 Epure - 2006 : Peugeot 207 Spider - 2006 : Peugeot 207 SW Outdoor - 2007 : Peugeot 4007 Holland et Holland - 2007 : Peugeot 308 RCZ - 2007 : Peugeot 308 SW Prologue - 2007 : Peugeot 308 HybrideHDi | - 2007 : Peugeot 308 BioFlex - 2007 : Peugeot Flux - 2007 : Peugeot Bipper Beep Beep ! - 2008 : Peugeot RC Hybrid4 - 2008 : Peugeot Prologue HYbrid4 - 2008 : Peugeot HYbrid3 Compressor - 2008 : Peugeot RD Concept - 2008 : Peugeot iOn - 2009 : Peugeot BB1 - 2009 : Peugeot HYbrid3 Evolution |

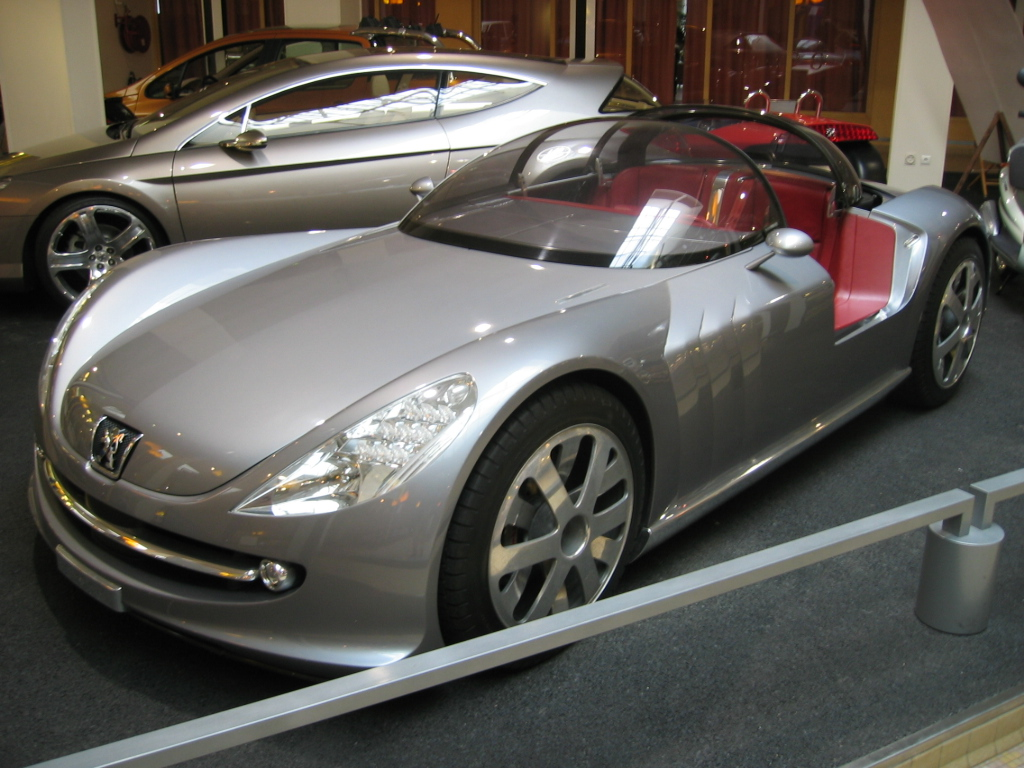
Peugeot 607 Féline 2000
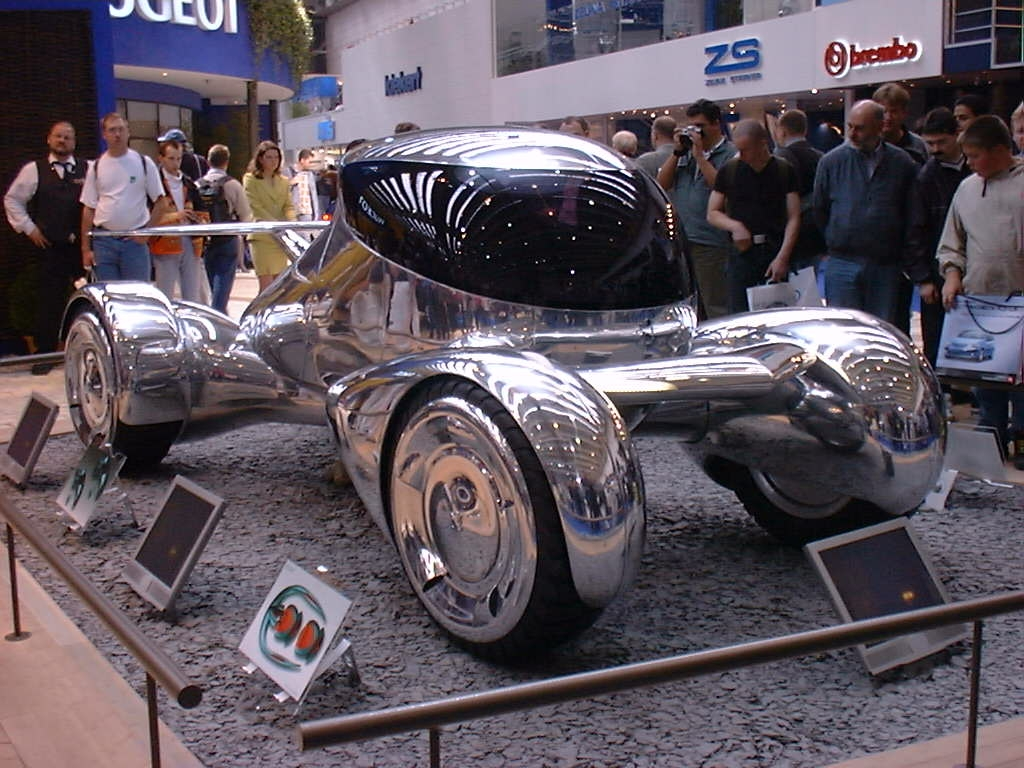
Peugeot Moonster 2001
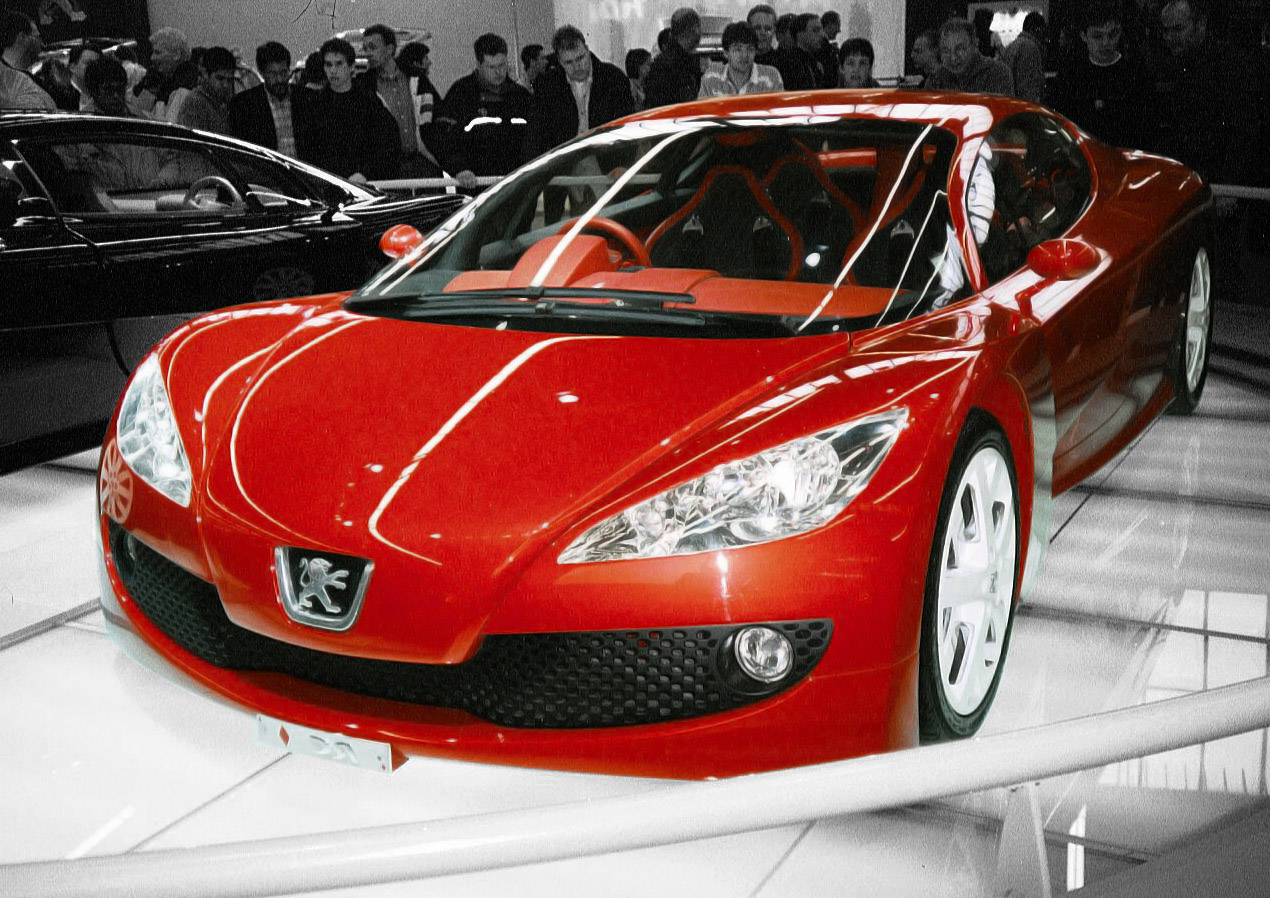
Peugeot RC 2002
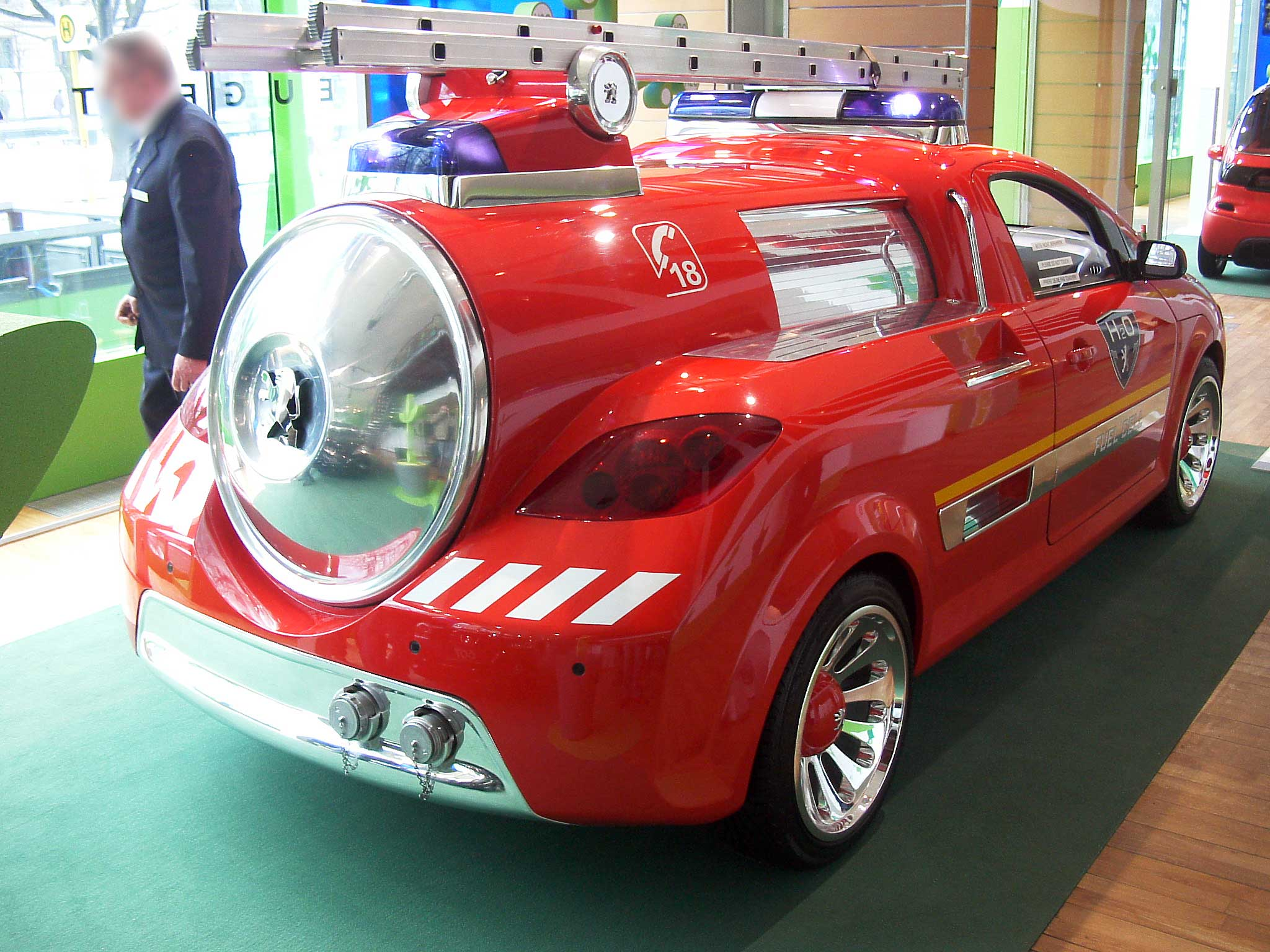
Peugeot H2O 2002
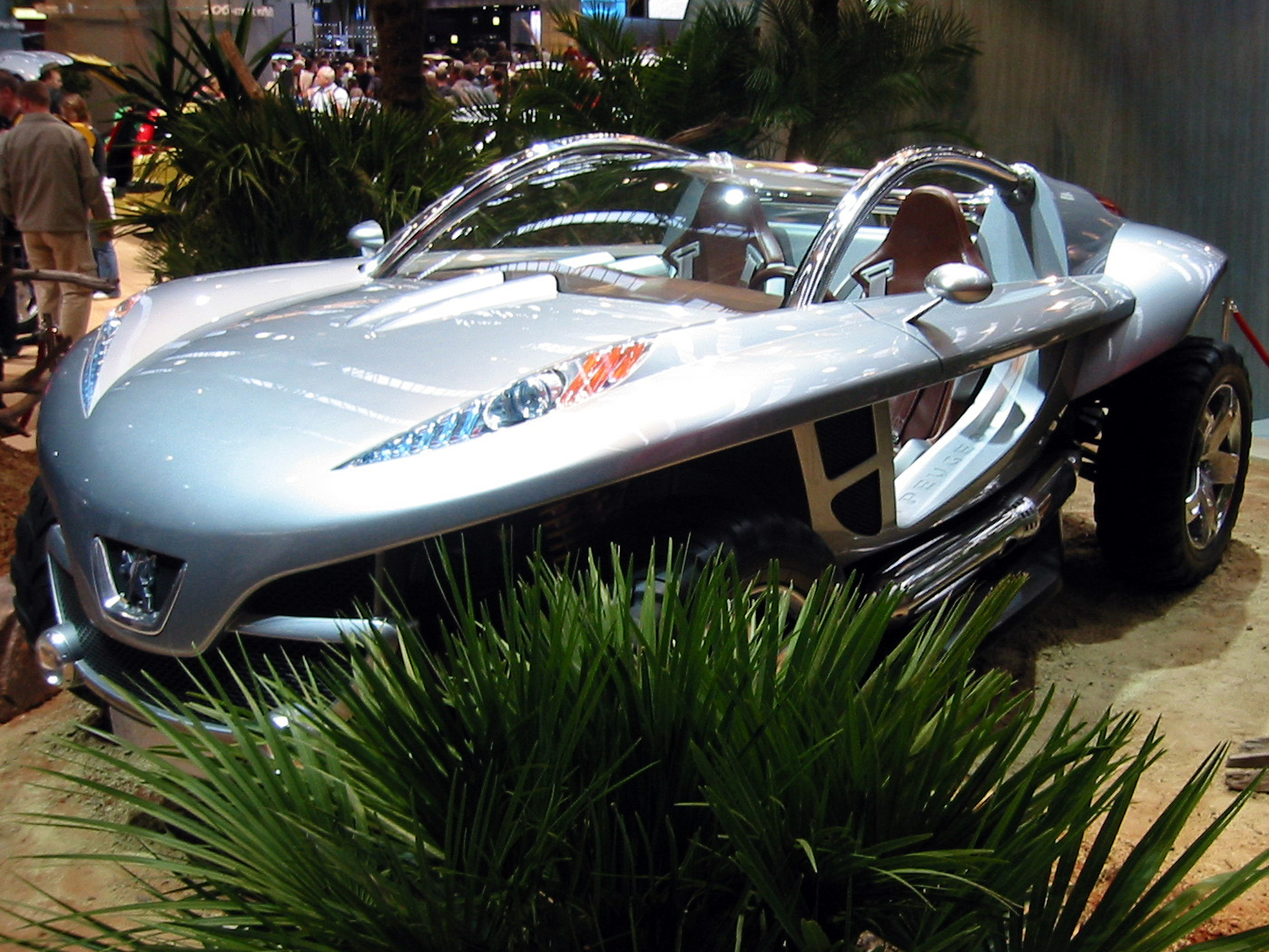
Peugeot Buggy Hoggar 2002
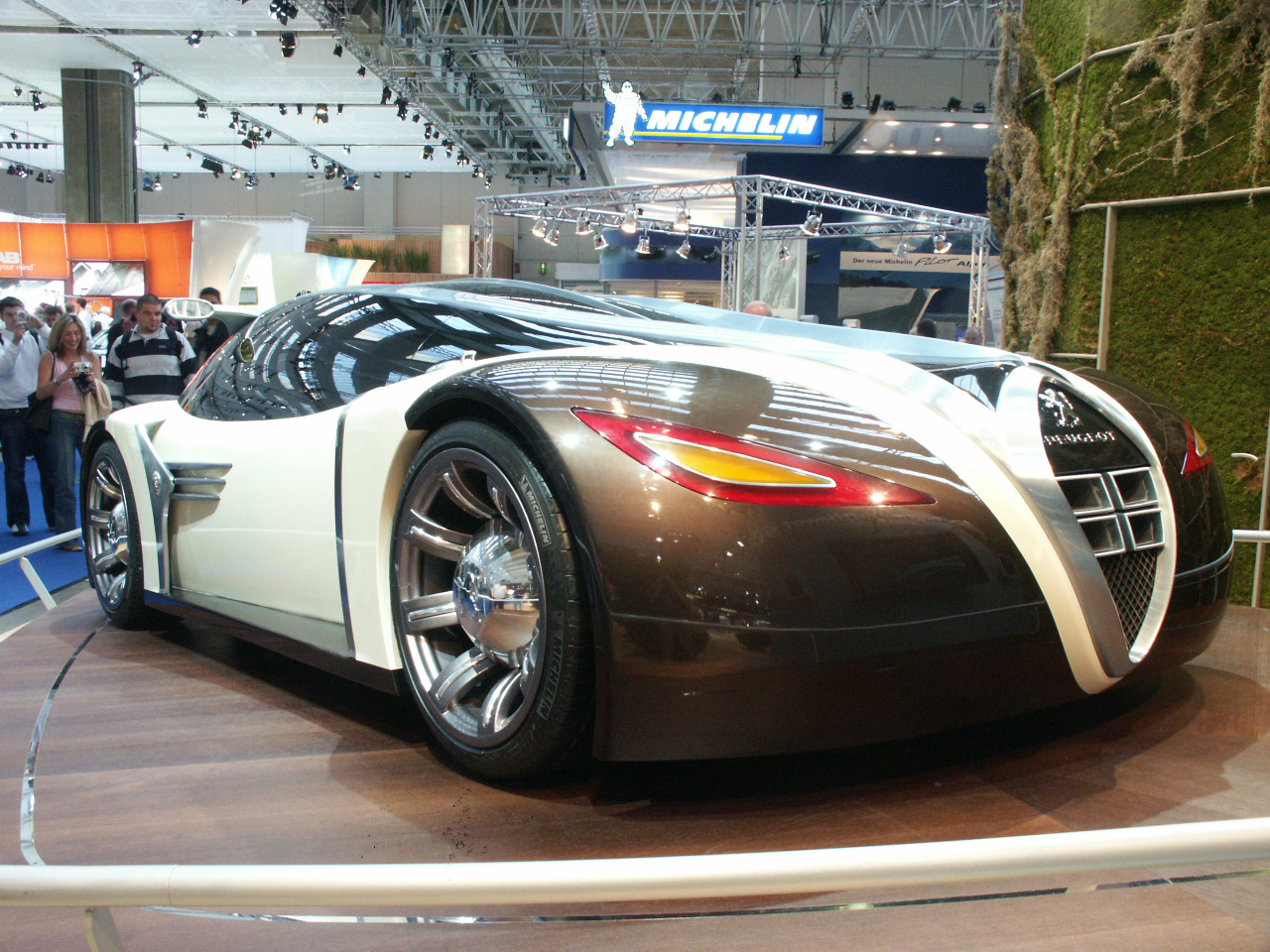
Peugeot 4002 2003
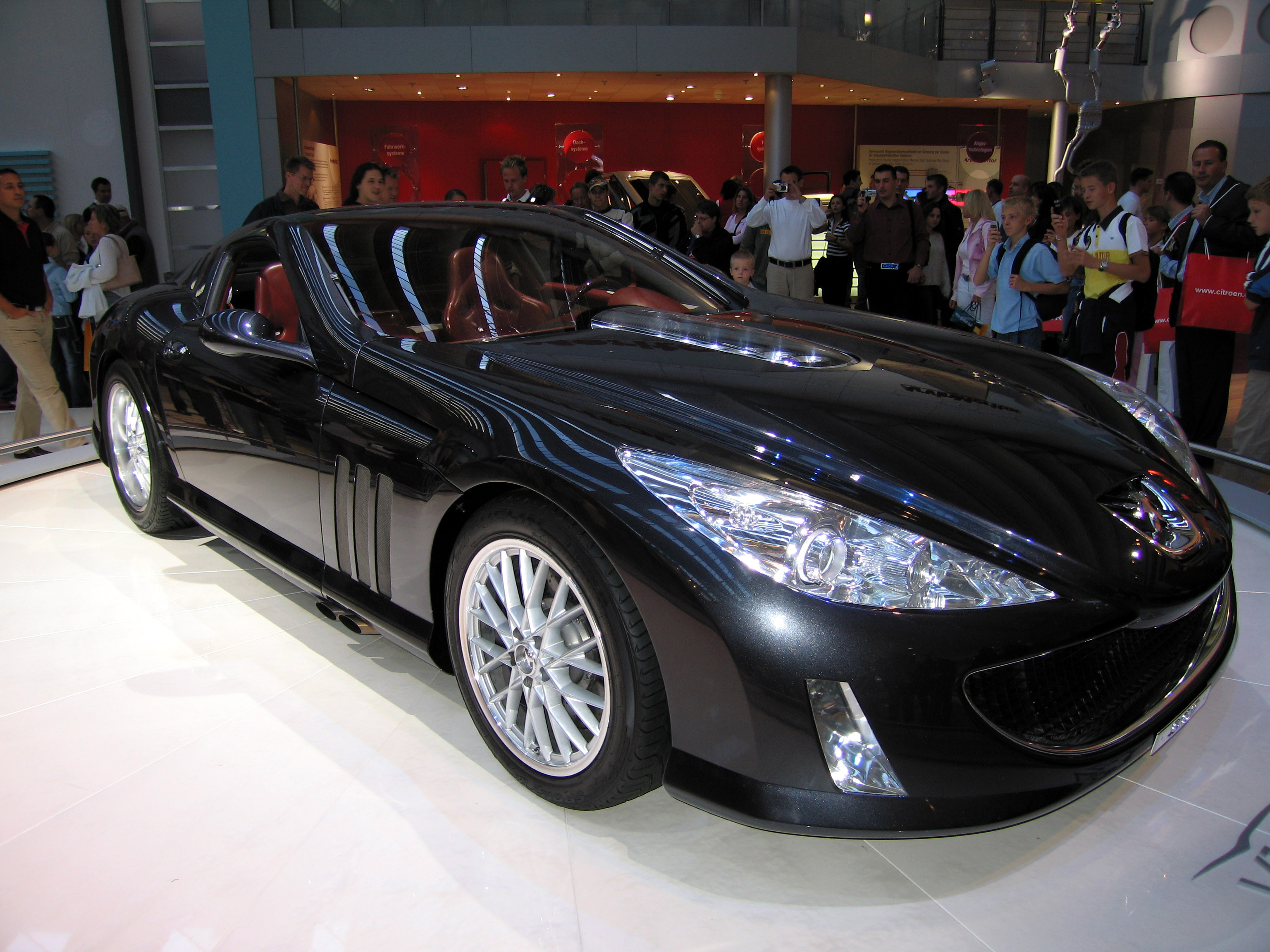
Peugeot 907 2004
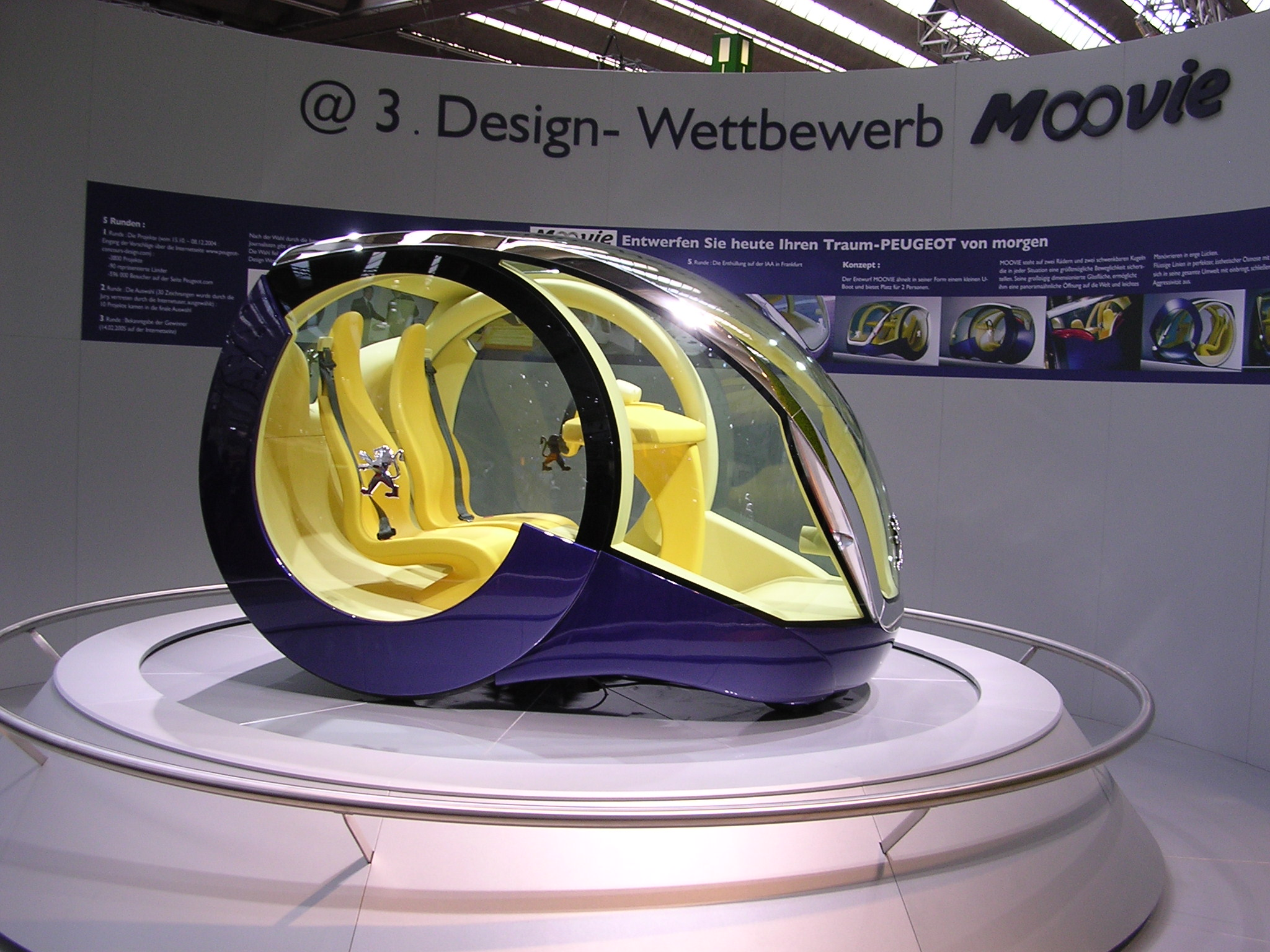
Peugeot Moovie 2005
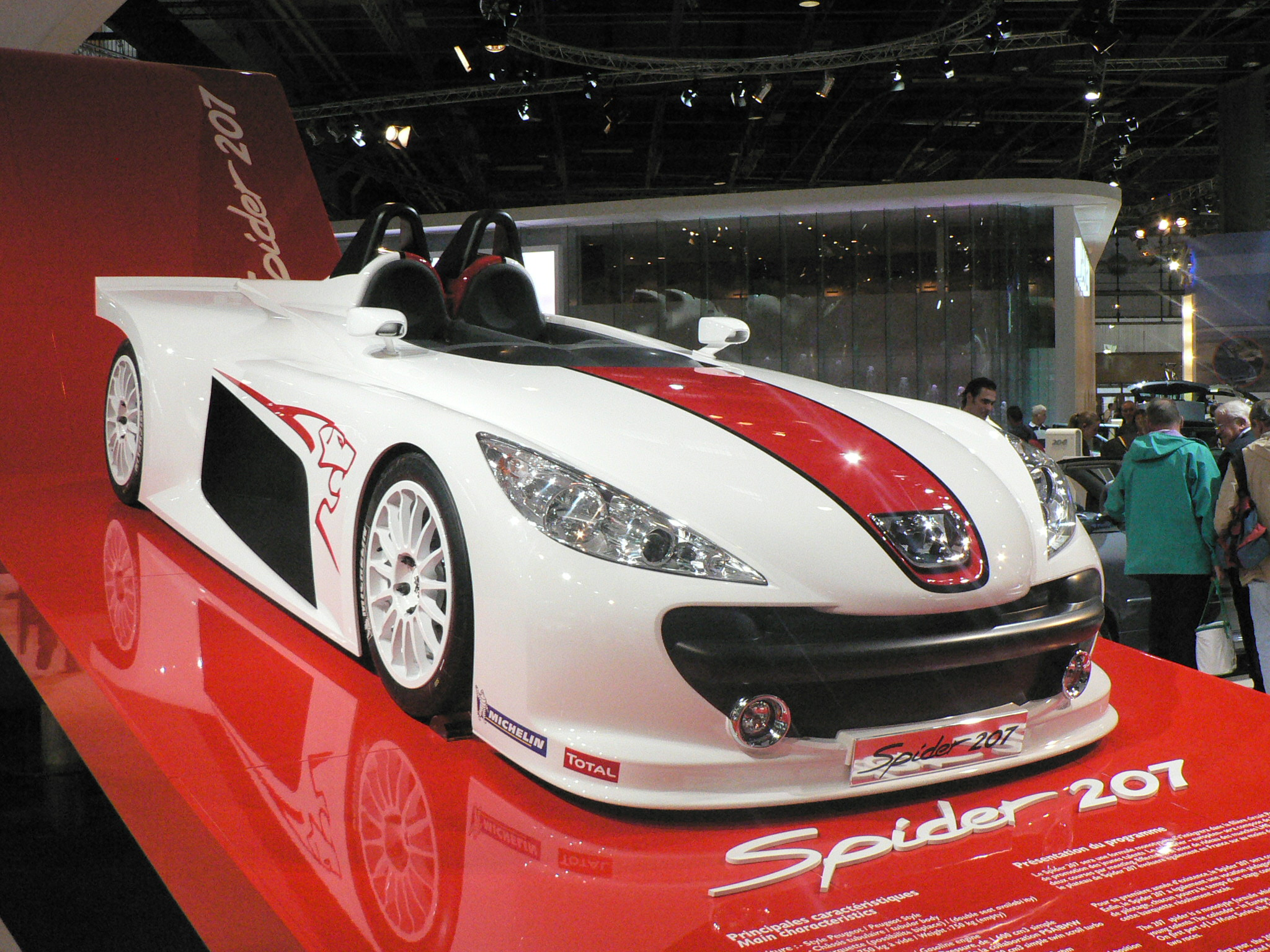
Peugeot 207 Spider 2006
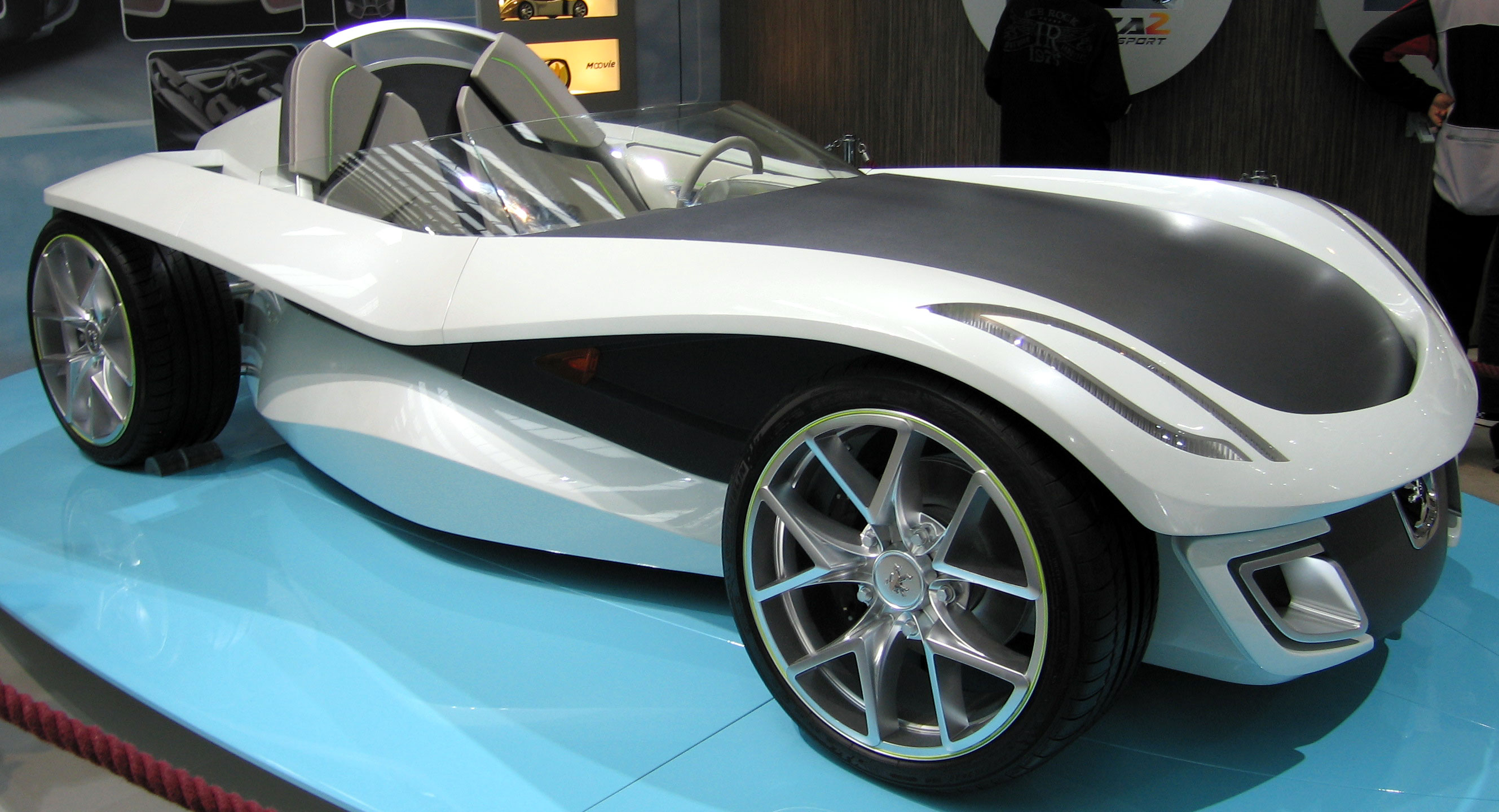
Peugeot Flux 2007
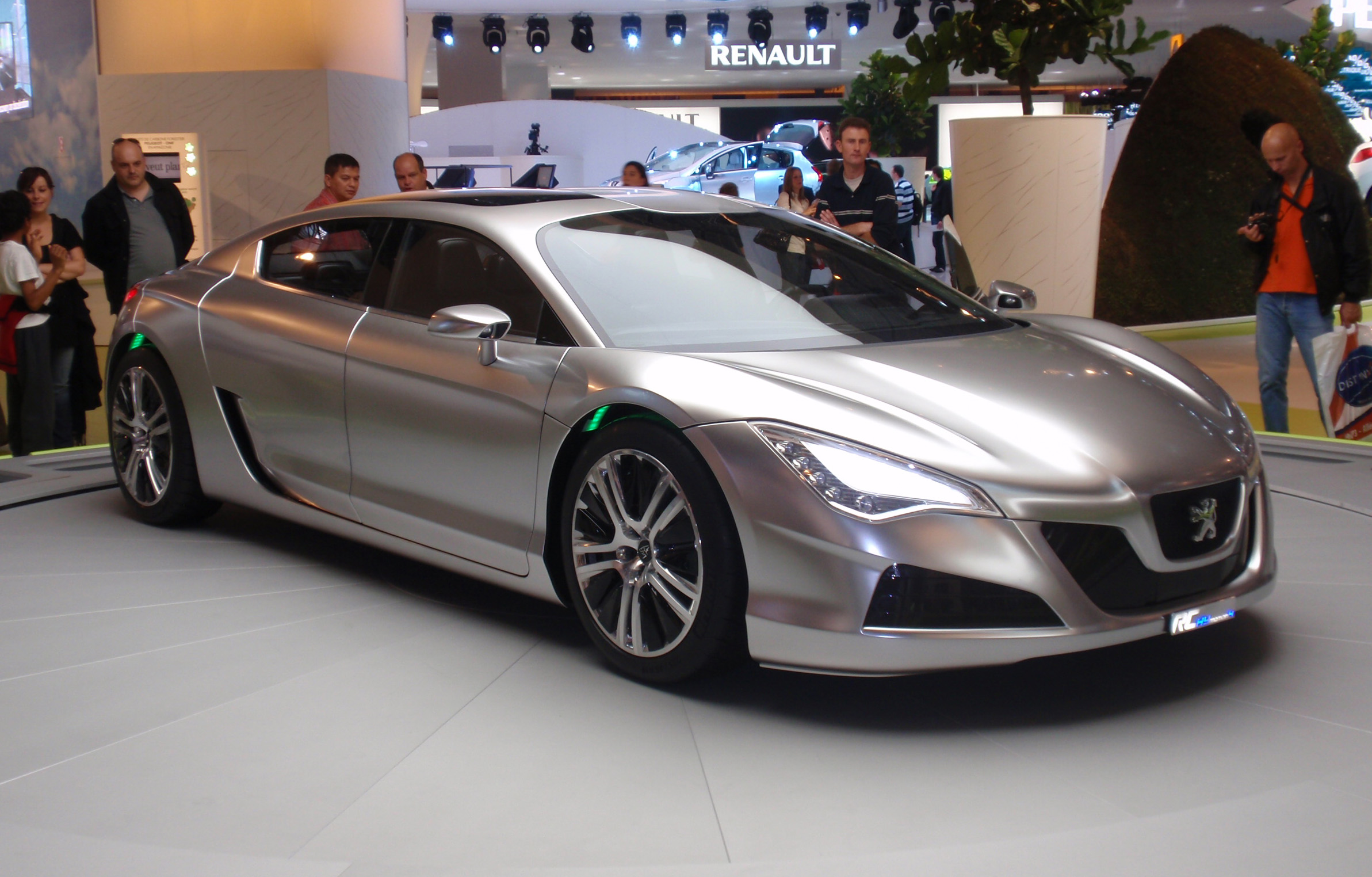
Peugeot RC Hybrid4 2008

### Années 2010
| - 2010 : Peugeot SR1 - 2010 : Peugeot 5 by Peugeot - 2010 : Peugeot EX1 - 2010 : Peugeot HR1 - 2011 : Peugeot SxC - 2011 : Peugeot HX1 | - 2012 : Peugeot 208 GTi Concept - 2012 : Peugeot 208 XY Concept - 2012 : Peugeot Urban Crossover Concept - 2012 : Peugeot Onyx - 2012 : Peugeot RCZ-R Concept - 2012 : Peugeot 2008 Concept | - 2013 : Peugeot 308 R Concept - 2014 : Peugeot 108 Tattoo Concept - 2014 : Peugeot Exalt - 2014 : Peugeot Quartz - 2015 : Peugeot Vision Gran Turismo - 2015 : Peugeot Fractal | - 2016 : Peugeot Traveller i-Lab - 2016 : Peugeot L500 R HYbrid - 2017 : Peugeot Instinct - 2018 : Peugeot e-Legend |

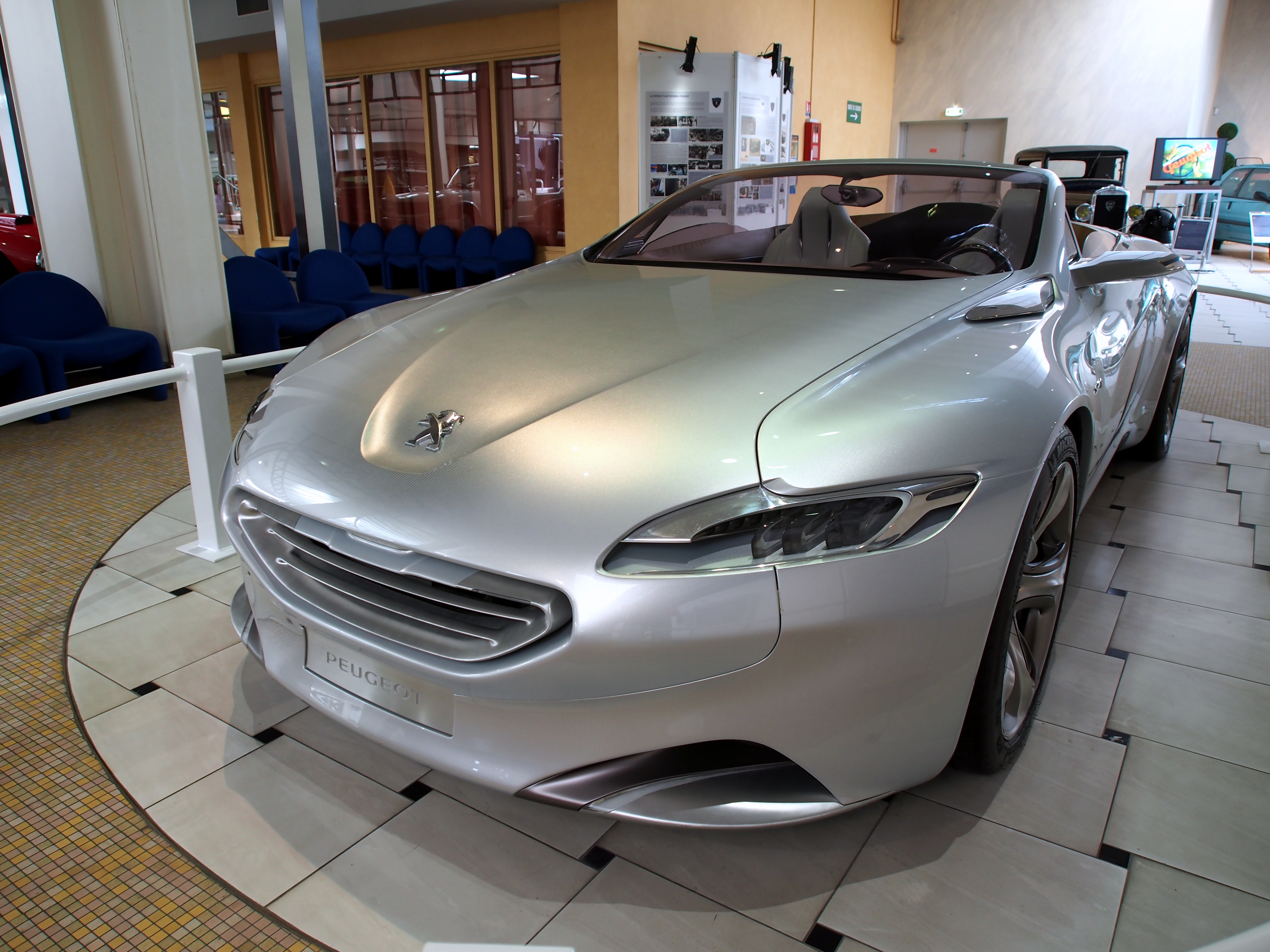
Peugeot SR1 2010
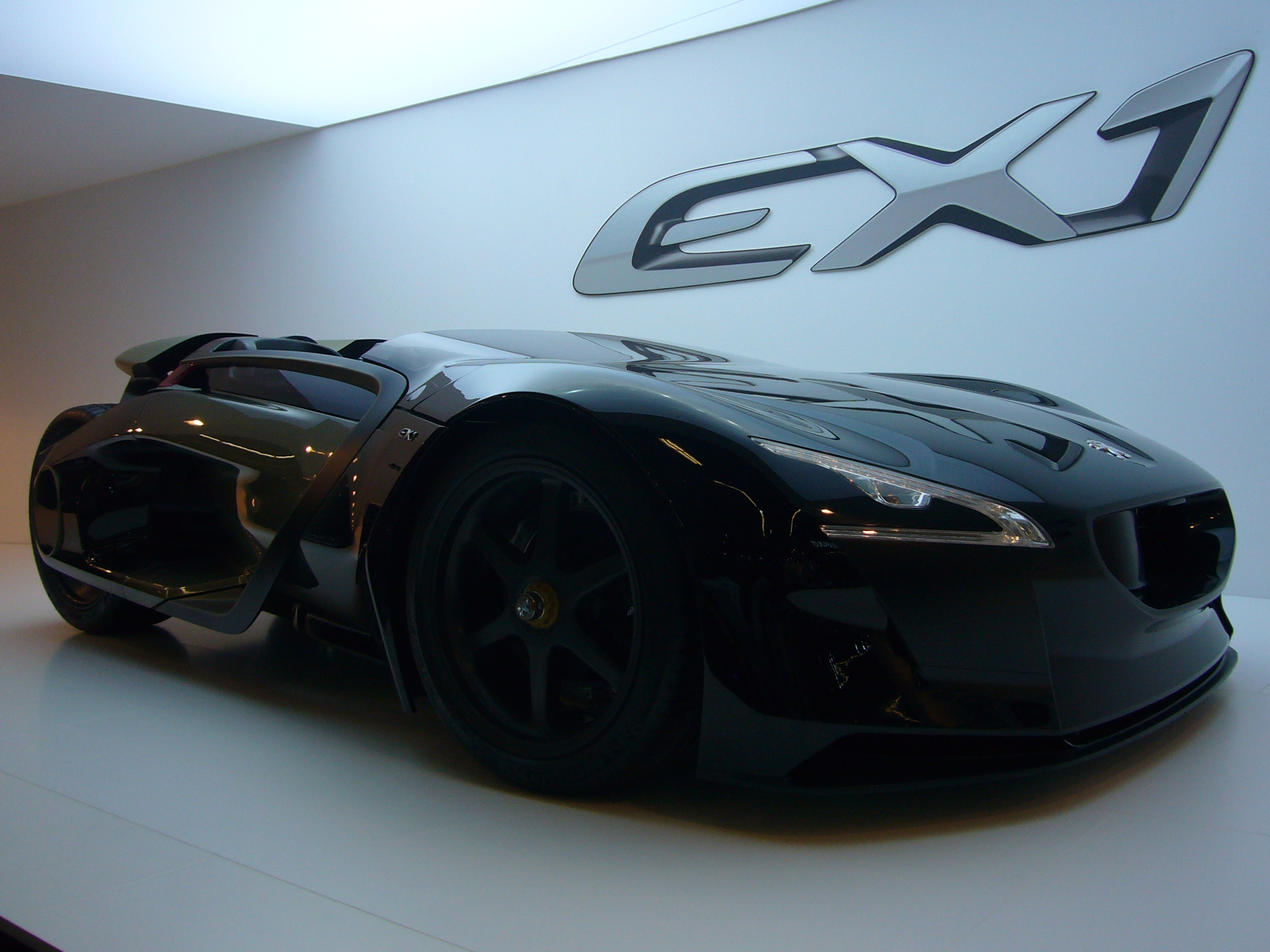
Peugeot EX1 2010
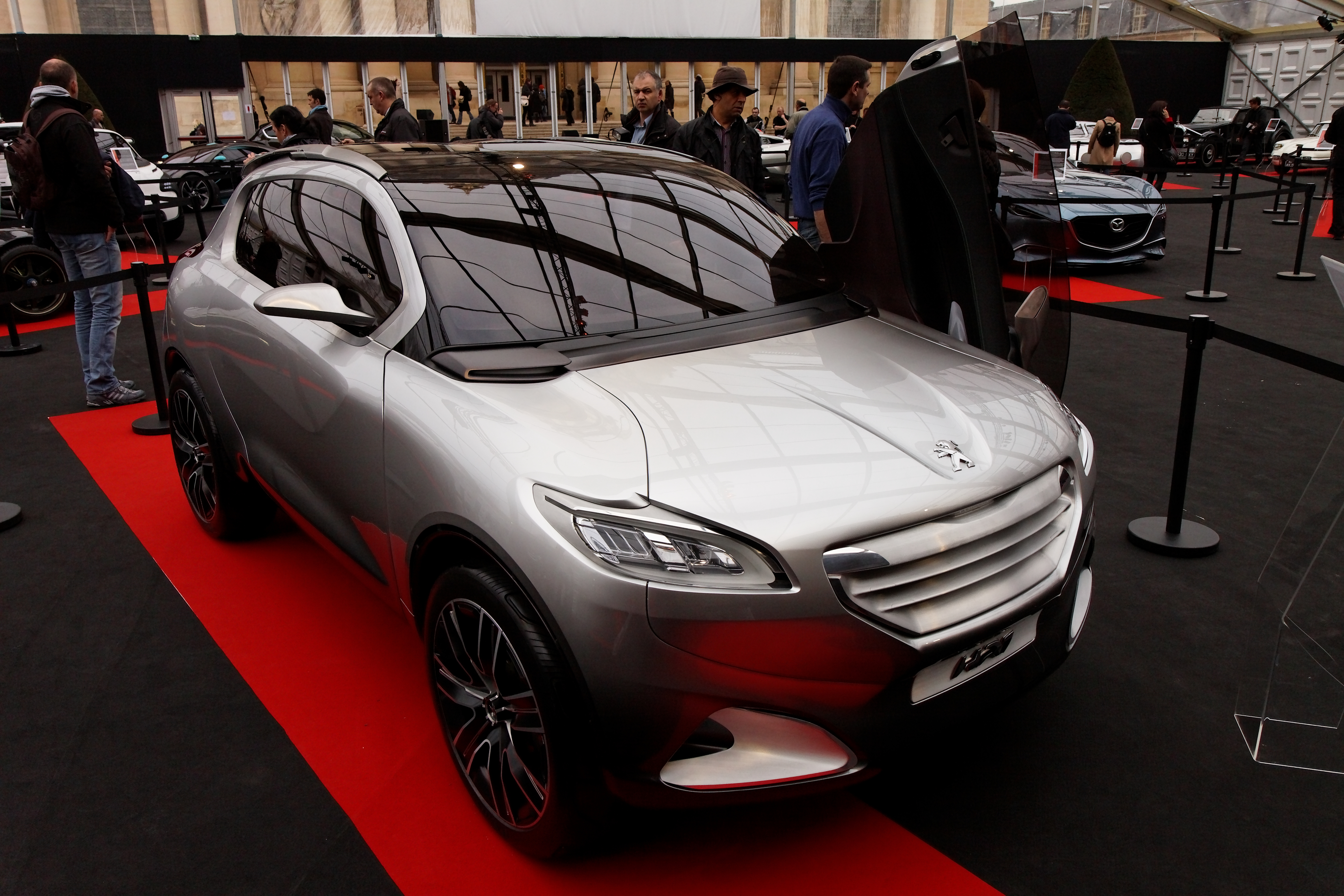
Peugeot HR1 2010
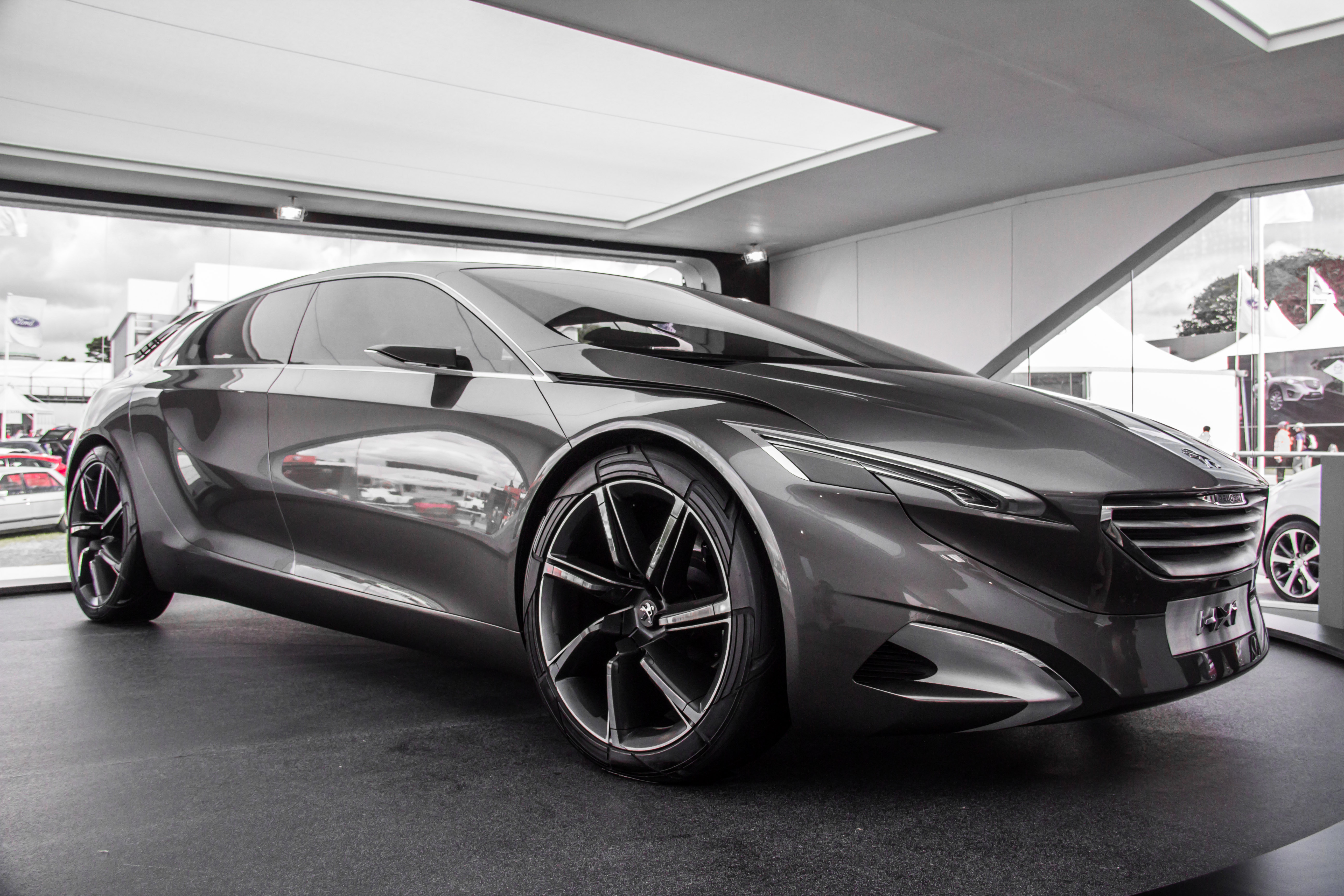
Peugeot HX1 2011
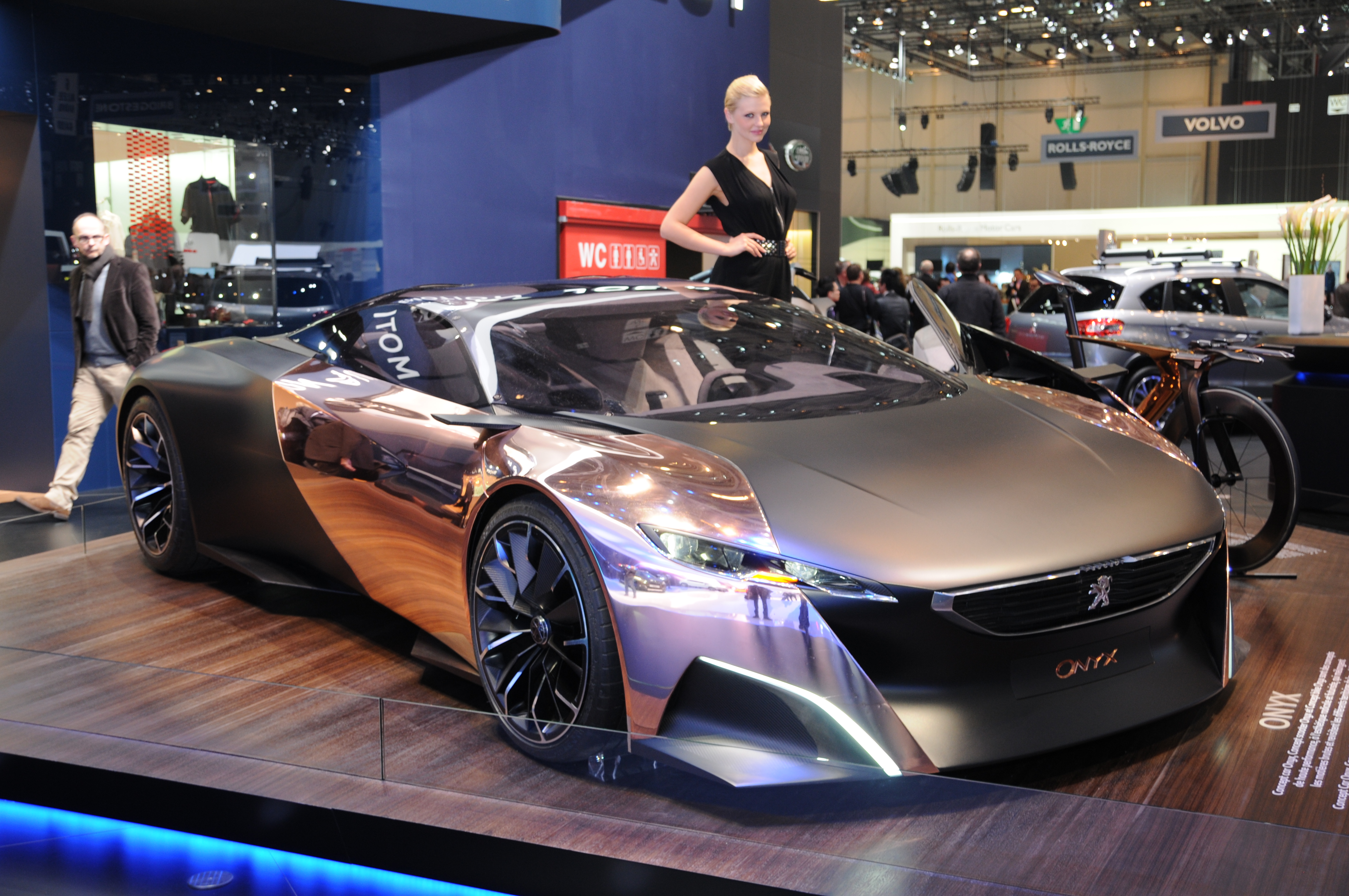
Peugeot Onyx 2012
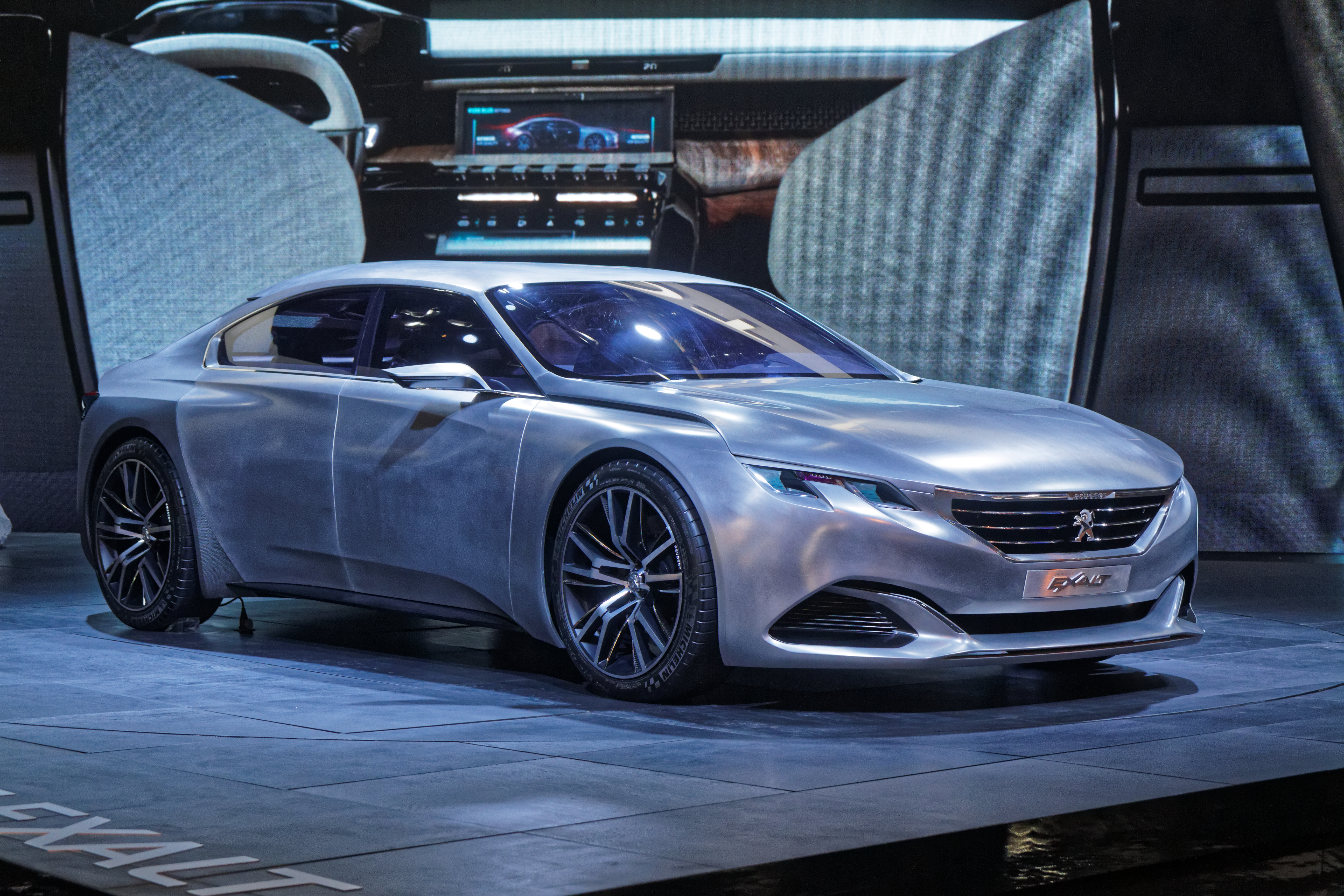
Peugeot Exalt 2014
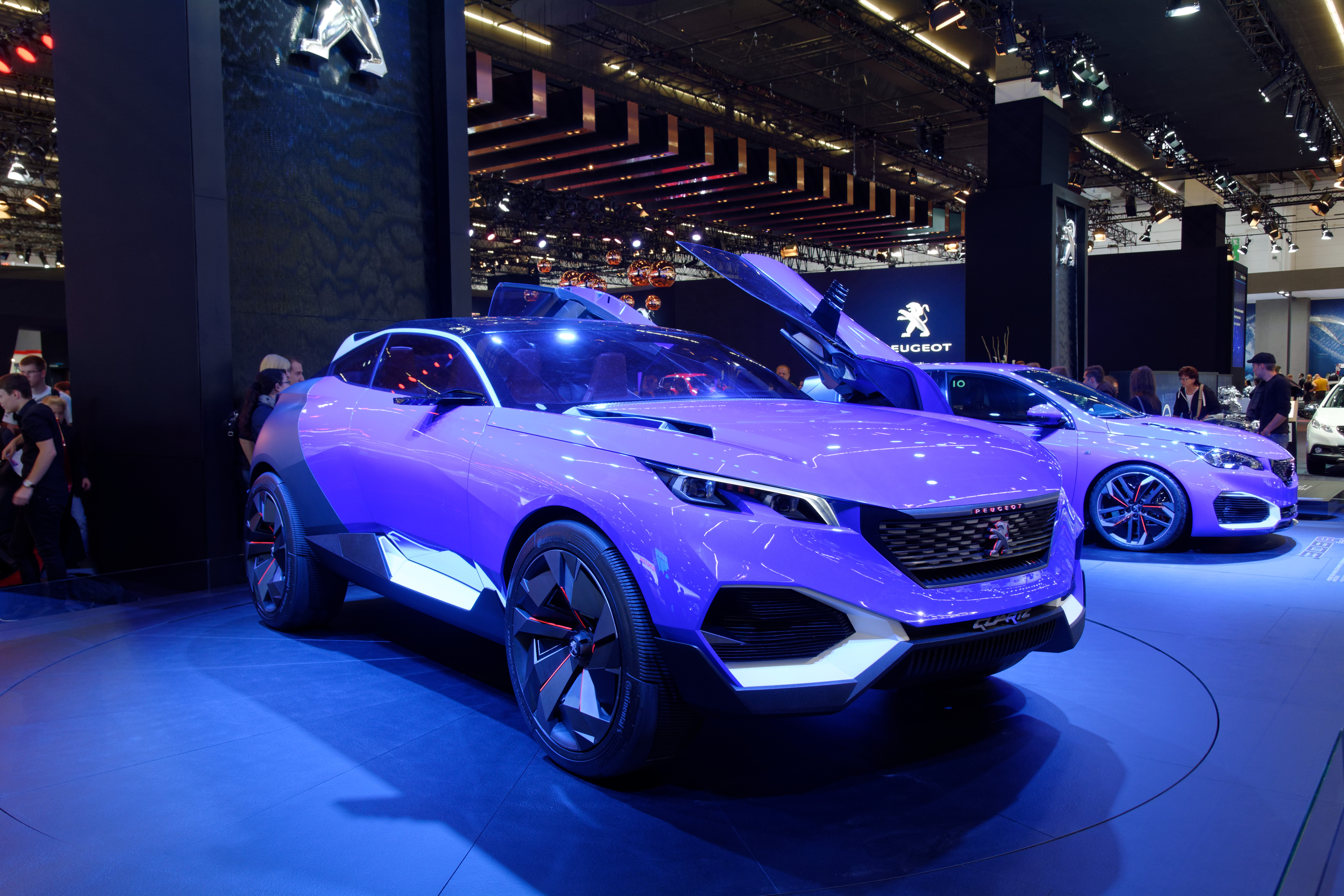
Peugeot Quartz 2014
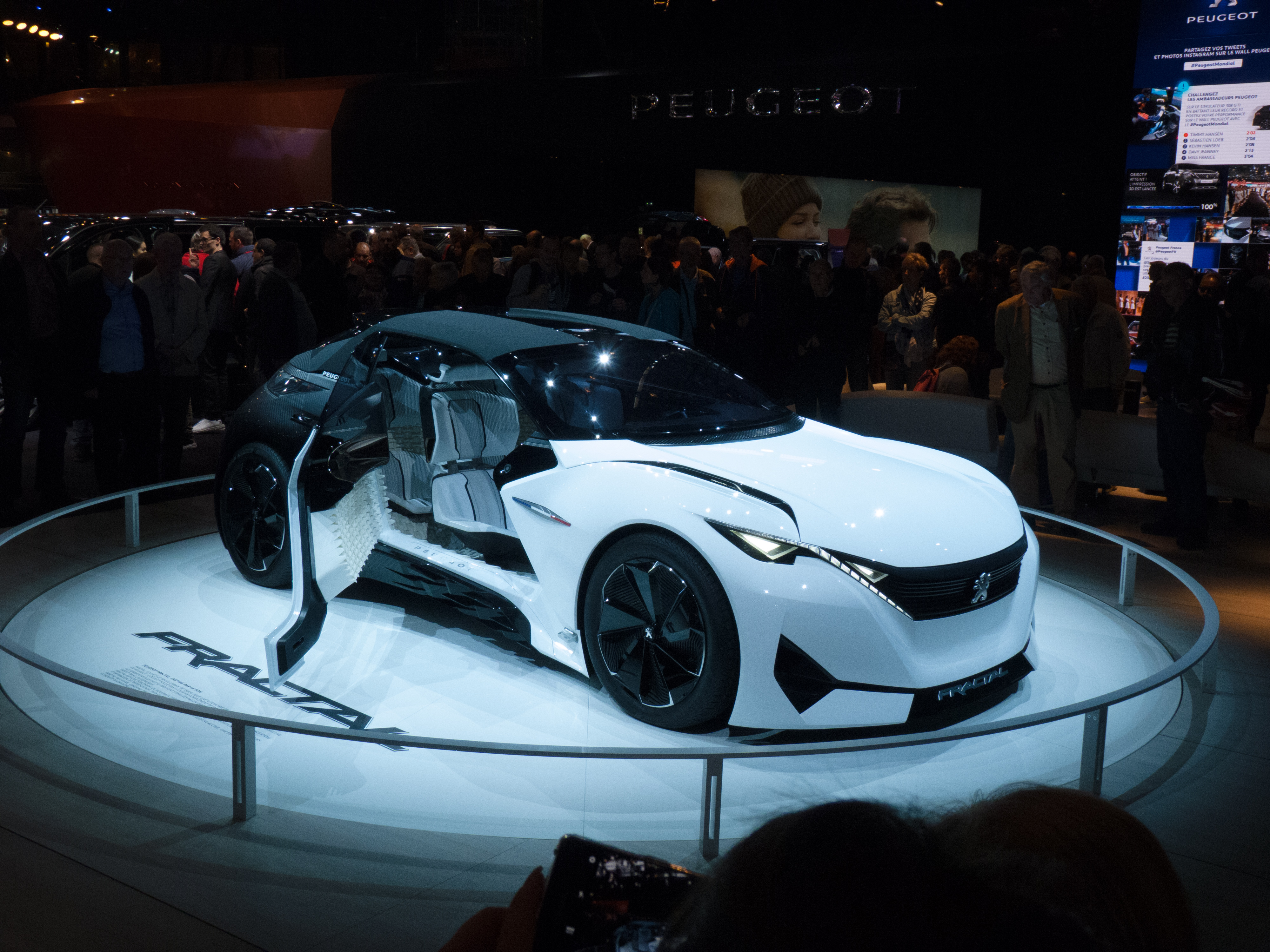
Peugeot Fractal 2015
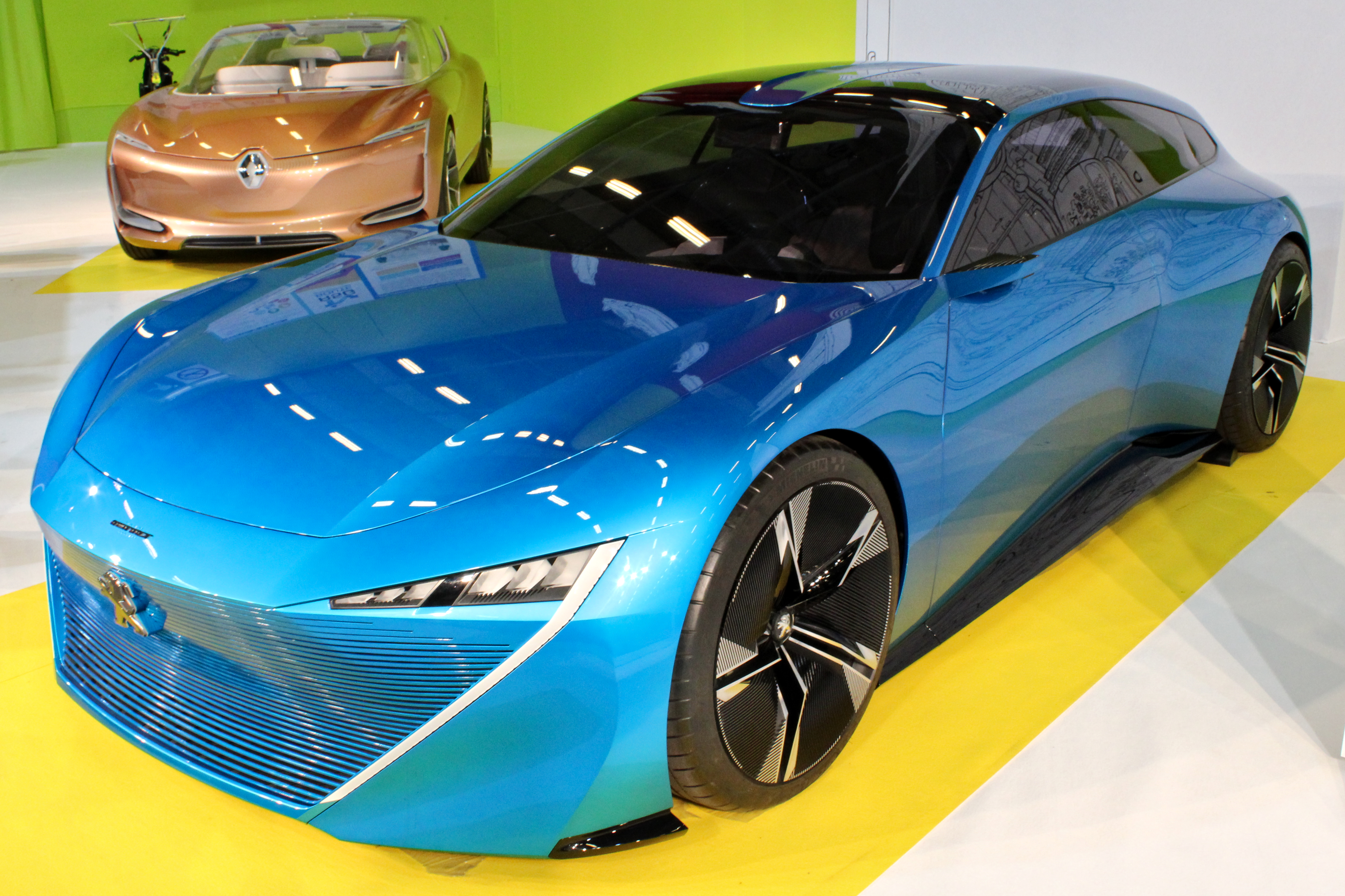
Peugeot Instinct 2017
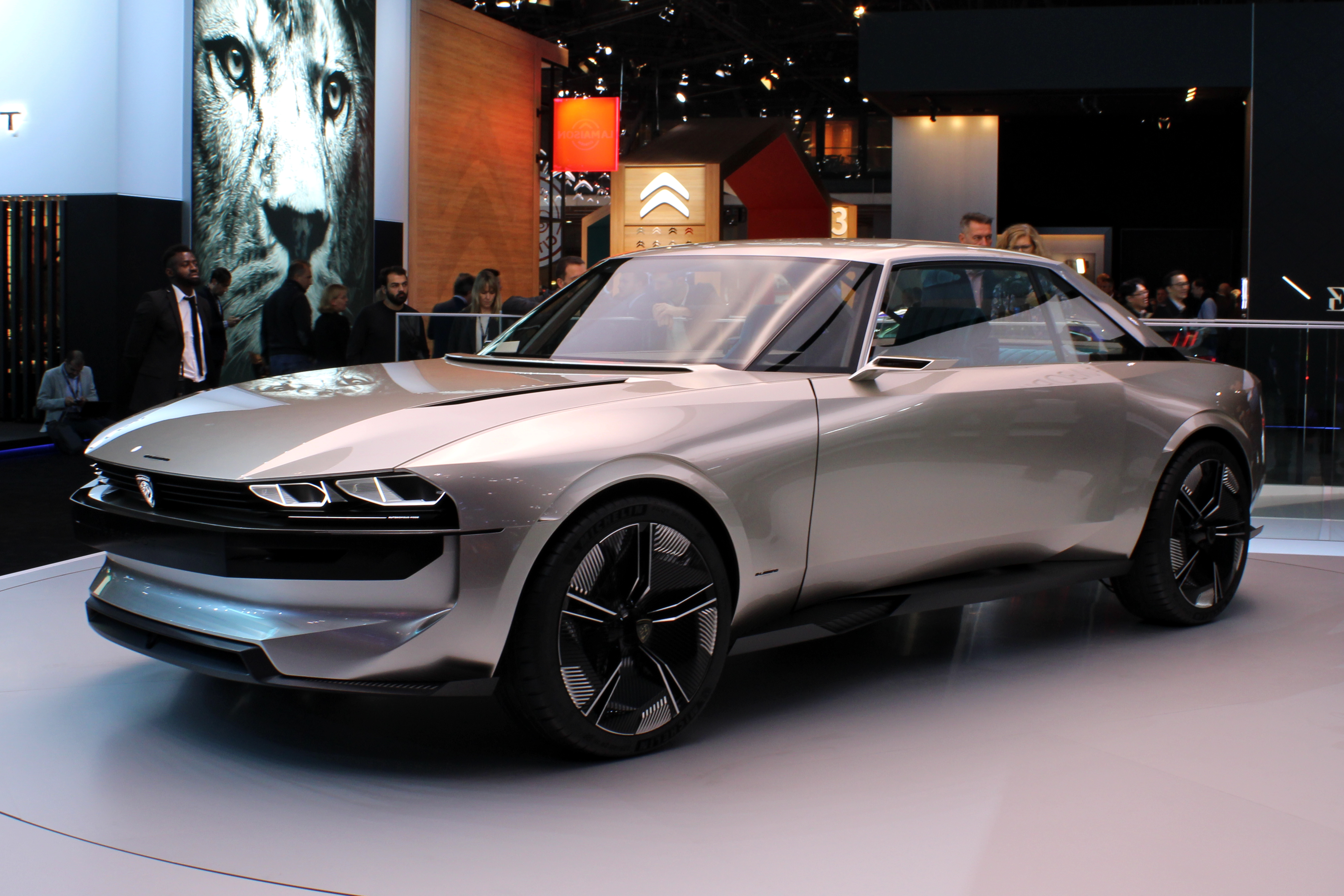
Peugeot e-Legend 2018

### Années 2020
| - 2023 : Peugeot Inception |

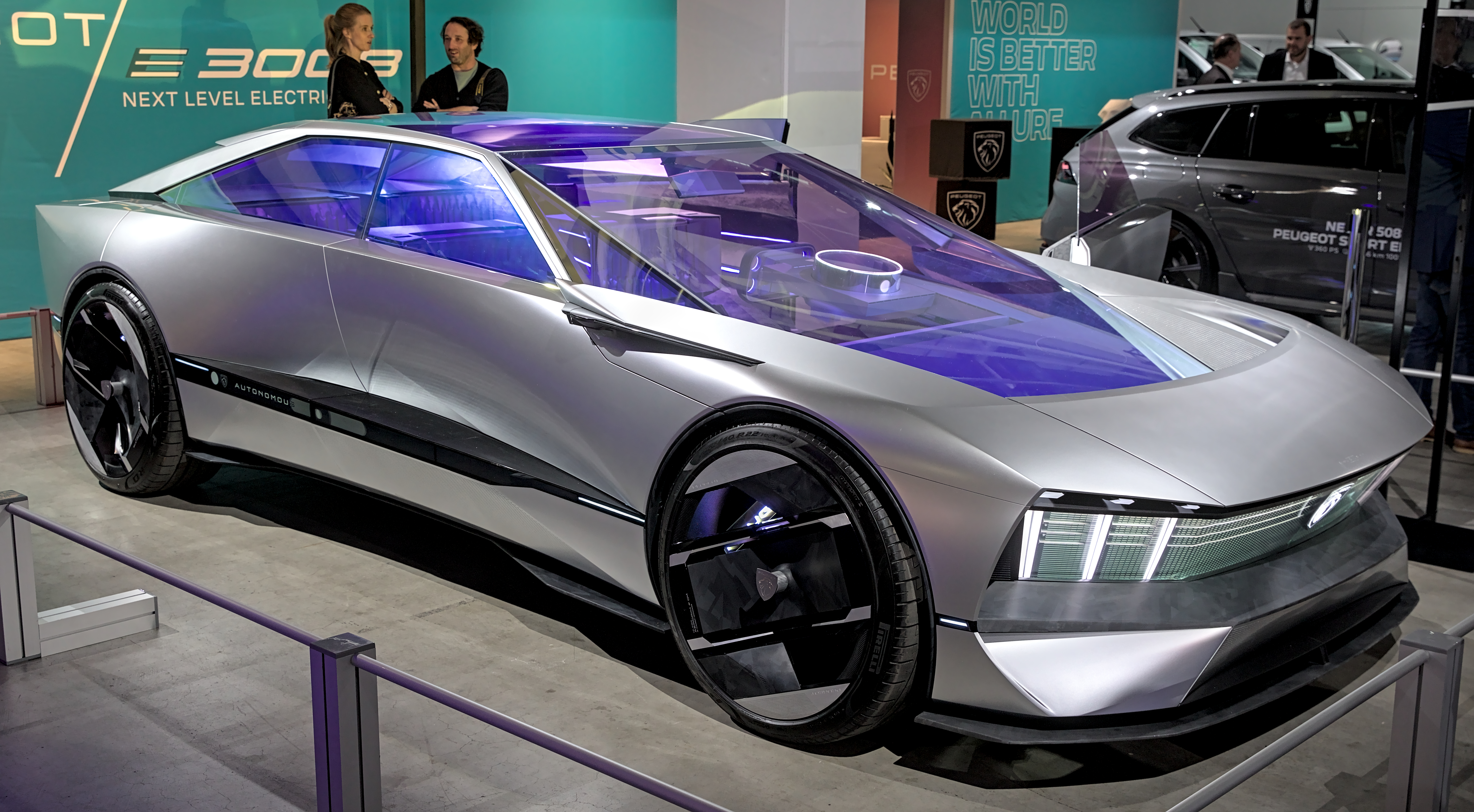
Peugeot Inception 2023